# عملية إطلاق النار في معبر الكرامة 2024
عملية إطلاق النار في معبر الكرامة وتُعرف أيضًا باسمِ عملية معبر الكرامة أو عمليّة الكرامة هي عمليّة مسلّحة نفذها العسكري الأردني المتقاعد ماهر الجازي صبيحة الثامن من أيلول/سبتمبر 2024، على الجانب الإسرائيلي من جسر الملك حسين فقتل عبر مسدّس صغيرٍ ثلاثة من حرس الحدود الإسرائيليين العاملين في المعبر الحدودي قبل أن يُقتل خلال اشتباكٍ مسلّحٍ مع حراس آخرين في نفس المكان. هذه هي أول عملية مسلّحة ملحوظة تُنفذ من الجانب الأردني منذ بداية الحرب بين إسرائيل وفصائل المقاومة الفلسطينيّة في غزة، وقد قُوبلت بترحيبٍ كبيرٍ من الفصائل العسكريّة والسياسية التي أشادت بها وباركتها، أما الأردن فأعلنَ أنها عمليّة فردية معربًا عبر بيانٍ غامضٍ لوزارة الخارجيّة عن رفضه بل وإدانته «للعنف واستهداف المدنيين لأي سبب كان» مع الدعوة إلى معالجة كل الأسباب والخطوات التصعيدية التي تولّده.

## خلفية تاريخية
شهدت الحدود الأردنية الإسرائيلية منذ الستينيات العديد من عمليات التسلل وتنفيذ عمليات فدائية داخل الأراضي المحتلة وتراجع زخم هذه العمليات مع الوقت ثم عادت خلال التسعينات قبل أن تشهد سنوات ما بعد توقيع اتفاقية وادي عربة بين الأردن وإسرائيل عام 1994 هدوءا لم يعكر صفوه إلا عملية الجندي أحمد الدقامسة. ومنذ عملية طوفان الأقصى شهدت الحدود حالة من التوتر وعدة عمليات للتسلل كان آخرها عملية جسر الملك حسين.

## العملية
سرّبت ونشرت وسائل إعلام عبريّة في نحو العاشرة صباحًا (جرينتش + 03) أخبارًا تُفيد بوقوعِ إطلاق نارٍ على مقربةٍ من معبر الملك الحسين بين الأردن والضفة، وفي التفاصيل ذكرت القناة 14 عبريّة أنّ 3 إسرائيليين أُصيبوا بجروح خطيرة وهم في حالة حرجة جرّاء العملية، فيما أعلنَ مسؤول أمني إسرائيلي مقتل المنفذ. تبيّن مع مرور الوقت أنّ عملية إطلاق النار هذه أسفرت عن مقتل ثلاثة إسرائيليين مثلما أعلنَ الإسعاف الإسرائيلي، وجميعهم من حرس الحدود. أظهرت التحقيقات الأوليّة أن منفذ العملية جاء من الأردن على متن شاحنة، ثم اشتبكَ بالرصاص معَ القوات الإسرائيليّة التي تحرسُ المعبر عبر مسدّس فقتل منها ثلاثة قبل أن يُقتل برصاص حرّاس آخرين.
نشر المكتب الإعلامي لرئيس الوزراء الإسرائيلي بنيامين نتنياهو مقطعًا ظهر فيه الأخير تعقيبًا وتعليقًا على العملية حيث وصفَ اليوم بالصعب زاعمًا أنّ إسرائيل محاطَة بأيديولوجية قاتلة يقودها ما سمَّاه «محور الشر الإيراني». أعلنت الداخليّة الأردنية بعد ساعاتٍ من العمليّة نتائج التحقيقات الأولية والتي أكدت أن مطلق النار أردني يُدعى ماهر الجازي من سكان معان (جنوب الأردن) وعَبَر الجسر سائقًا لمركبة شحن تحملُ بضائع من الأردن للضفة الغربية. أشارت النتائج الأولية أيضًا إلى أنّ العمليّة فردية، وأكّدت الداخلية أنها تُنسّق معَ الجهات المعنية لاستلام جثة ماهر لدفنها في الأردن.
أغلقت الأردن عقبَ العمليّة جسر الملك حسين في كلا الاتجاهين حتى إشعار آخر، وأعلنت وزارة الداخلية الأردنية أنّ الجهات الرسمية تُحقّق في ما سمَّتها «حادثة إطلاق النار» التي وقعت على الجانب الآخر من الجسر. أعلنت إسرائيل من جهتها إغلاق جميع المعابر البرية مع الأردن حتى إشعار آخر هي الأخرى، فيما فرضَ الجيش الإسرائيلي طوقًا أمنيًا على مدينة أريحا الفلسطينيّة ورفعه لاحقًا بشكل جزئي.

## المنفذ

صورة للعسكري الأردني المتقاعد ماهر الجازي منفذ عمليّة الكرامة.

ماهر ذياب حسين الجازي (28 نيسان 1985 – 8 أيلول 2024) كان عسكريًا أردنيًا متقاعدًا وعمل بعد تقاعده سائق شاحنة. أكد شادي الجازي، شقيق ماهر، أنّ عائلته لم تكن على علمٍ بما كان يخطط له، مشيرًا إلى أن تصرفاته لم تكن تشير لأي نوايا مسبقة. أضاف أن ماهر تأثر بشدة بما كان يحدث في غزة، وأنه قام بما قام به بدافع الحزن على حال الأمة الإسلامية، فيما أشار شيخ العشيرة، سلطان فيصل الجازي، إلى أن ماهر يُعتبر شهيدًا وقد أدى واجبه تجاه قضيته ووطنه. خرجَ عددٌ من الأردنيون يوم العمليّة التي عُرفت شعبيًا وعربيًا باسمِ «عمليّة الكرامة» للشوارع وبدأ بعضهم في توزيع الحلويات كما تجمّع بعض الأردنيين في مواقع مختلفة وحمل بعض المشاركين لافتات تُشيد بما فعله ماهر. وُصفت العملية بأنها امتدادٌ لعمليات مشابهة نفذها جنود مصريون في الماضي البعيد مثل سليمان خاطر أو الماضي القريب مثل الجندي المصري محمد صلاح الذي قتل 3 مجنّدين إسرائيليين عام 2022 والإمام التركي حسن ساكلنان الذي نفذ عمليّة في قلبِ القدس أثناء طوفان الأقصى. أعلن أبو عبيدة ناطق كتائب القسّام العسكري أنّ المجاهدين أدوا في قلبِ قطاع غزّة ومن عُقدهم القتاليّة وكمائنهم وثغورهم صلاة الغائب على منفذ العملية مباركًا إيّاها.

## ردود الفعل

### الأردن
نشرت الداخلية الأردنيّة بيانًا قالت فيه إنّ تحقيقاتها الأوليّة أكدت أنّ ما حصل «عملٌ فردي»، وهو نفس ما نشرته وزارة الخارجية في وقت لاحق مع إضافةٍ شدَّدت فيها على ما قالت إنّه «موقف الأردن الثابت في رفض وإدانة العنف واستهداف المدنيين لأي سبب كان، والداعي إلى معالجة كل الأسباب والخطوات التصعيدية التي تولده».

### إسرائيل
تجنّب المسؤولون الإسرائيليون الإشارة للحكومة الأردنيّة في هذه العمليّة رغم أنها حصلت في جسرٍ يربطُ بين الأردن وبين الضفة الغربيّة المحتلَّة من قِبل إسرائيل ورغم أنّ منفذها أردني أصلًا، وذهب نتنياهو لإلقاء اللوم على من سمَّاه محور الشر الإيراني، ومثله فعلَ وزير الأمن القومي إيتمار بن غفير الذي تفادى الإشارة للأردن وقال إنّ إسرائيل لا تخوضُ حربًا ضد غزة وحزب الله فحسب بل في الضفة الغربية أيضًا. جديرٌ بالذكرِ هنا أنّ الأردن من الدول العربيّة المطبّعة وتحتفظ بعلاقات «جيّدة» مع إسرائيل بل تُشير تقارير مختلفة إلى أنّ هذه العلاقات الثنائيّة لم تتأثر كثيرًا رغم الحرب الدائرة في غزّة وما جرى خلالها من تدمير ومجازر وصل حدّ الإبادة الجماعيّة كما تصفها عددٌ من المؤسسات والجمعيات والساسة.

### فلسطين
باركت أغلبُ الفصائل الفلسطينيّة العمليّة ووصفتها بالبطوليّة كما نعت منفذها ماهر الجازي والذي وصفته بشهيد طوفان الأقصى، كما أشارت الفصائل في بياناتها إلى أن العملية تُعبّر عن ضمير الأمة، وباركت حماس العملية واعتبرتها «ردٌّ على جرائم الاحتلال وتأكيد على وقوف أمتنا مع شعبنا ومقاومته الباسلة»، وأضافت في بيان: «إن العملية البطولية التي نفذها نشمي من نشامى الأردن، رد طبيعي على المحرقة التي ينفذها العدو الصهيوني النازي بحق أبناء شعبنا في غزة والضفة الغربية المحتلة ومخططاته في التهجير وتهويد المسجد الأقصى» ودعت حماس الشعوب العربية والإسلامية إلى «الانتفاضِ رفضًا للعدوان وحرب الإبادة ضد شعبنا في قطاع غزة، والهجمة المسعورة ضد شعبنا في الضفة الأبية». نشرت الجبهة الشعبية لتحرير فلسطين هي الأخرى بيانًا قالت فيه «إنّ تنفيذ عملية معبر الكرامة ومن نقطة صفر ضربة مؤلمة لنظرية الأمن الإسرائيلي ورسالة نارية من شاب أردني ضد جرائم الاحتلال بفلسطين، ومؤشرًا على دخول الأوضاع مرحلة جديدة» وأكدت الجبهة «أن هذه العملية تأتي كرد مشروع على الجرائم المستمرة التي يرتكبها الاحتلال ضد أبناء الشعب الفلسطيني في غزة والضفة وداخل السجون» فيما عبرت لجان المقاومة الشعبية في فلسطين عن دعمها وتأييدها للعملية مشيرة إلى أنها «جاءت في ظل التأهب والاستنفار من الاحتلال لتؤكد على قوة المقاومة وفاعليتها الكبيرة وأكدت لجان المقاومة أن عملية معبر الكرامة بإبداعها المتجدد وصمودها الأسطوري، تمثل صفعة جديدة للمنظومة الأمنية الإسرائيلية».

## عمليات مشابهة

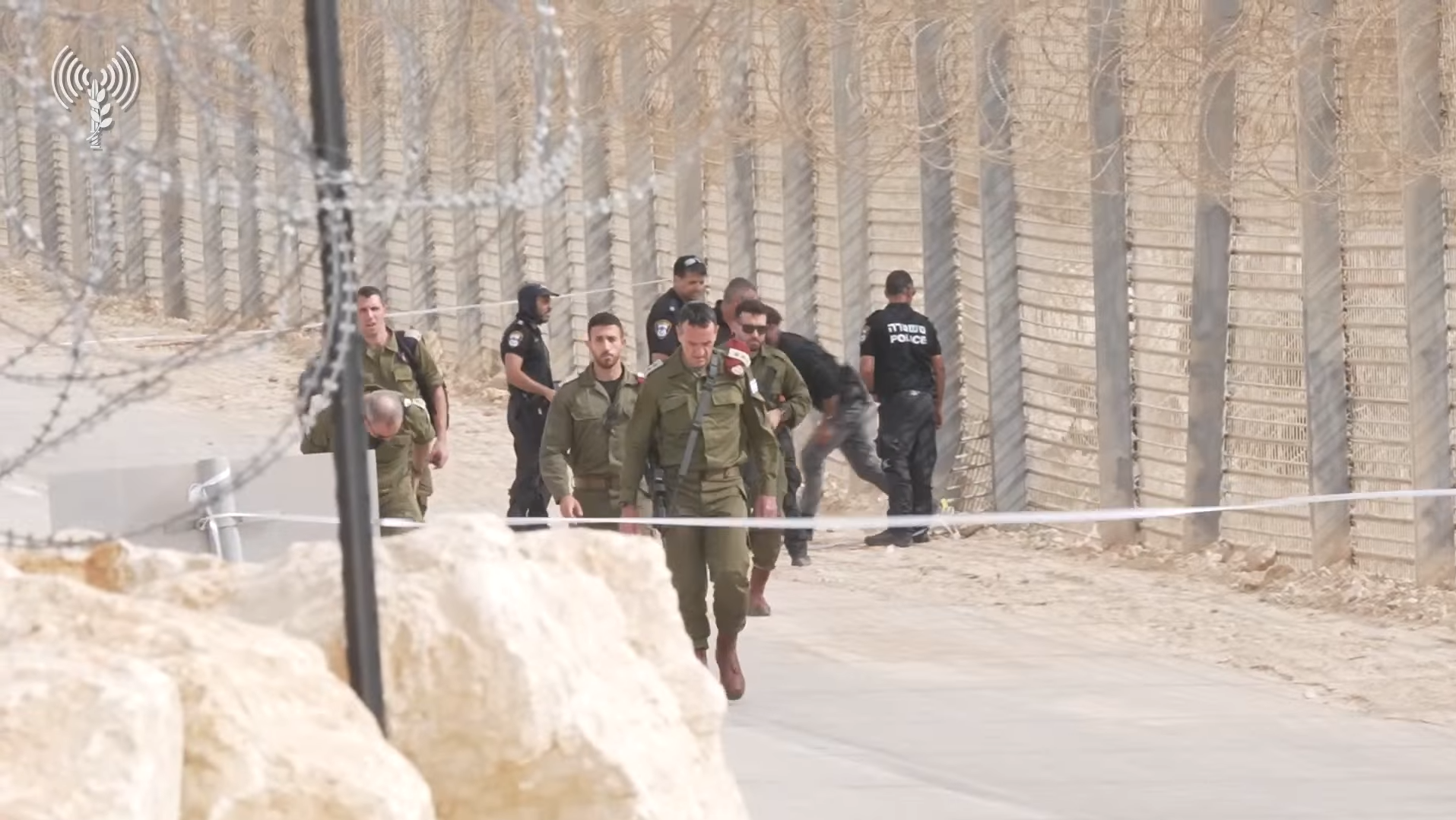
إطلاق النار على الحدود المصرية الإسرائيلية 2023 التي نفدها محمد صلاح

عملية الكرامة هي مشابهة لما حصل قرب الحدود المصرية من الجندي المصري محمد صلاح الذي قتل 3 مجنّدين إسرائيليين عام 2022 من قبل"، ويدل على أن الشعوب العربية "لم يتم تزييف وعيها بما يسمى بالسلام مع الإسرائيليين"، وأن ما يحصل في غزة والضفة الغربية ليس منفصلا عما يسمى بـ"وحدة الساحات" لدى الشعوب العربية.

## انظر ايضا
- رائد زعيتر